# Рамыль
Рамыль — река в России, протекает по Талицкому району Свердловской области. Устье реки находится в 11 км по левому берегу реки Беляковка у деревни Большой Рамыл. Длина реки составляет 30 км.

## Притоки
- Скакунка, у Неупокоева
- Медведка

## Населённые пункты
- Елань
- Неупокоева
- Журавлева
- Антонова
- Мал. Рамыль (Сбродово)
- Бол. Рамыль

## Данные водного реестра
По данным государственного водного реестра России относится к Иртышскому бассейновому округу, водохозяйственный участок реки — Пышма от Белоярского гидроузла и до устья, без реки Рефт от истока до Рефтинского гидроузла, речной подбассейн реки — Тобол. Речной бассейн реки — Иртыш.
Код объекта в государственном водном реестре — 14010502212111200008232.